# Lithobius femorisulcutus
Lithobius femorisulcutus är en mångfotingart som beskrevs av Chongzhou 1996. Lithobius femorisulcutus ingår i släktet Lithobius och familjen stenkrypare. Inga underarter finns listade i Catalogue of Life.